# 海南阿布蛤
海南阿布蛤（学名：Abrina hainanensis），是帘蛤目唱片蛤科阿布蛤属的一种。主要分布于中国大陆，常栖息在潮间带红树林区。
其种加词“hainanensis”意为“海南的”。